# Patricia Coleman
Pour les articles homonymes, voir Coleman et Gregg.
Patricia « Pat » Coleman (née le 13 mai 1953) est une joueuse de tennis australienne, professionnelle au début des années 1970. Elle est aussi connue sous son nom de femme mariée, Patricia Coleman-Gregg.
Spécialiste de double, elle a notamment atteint la finale de l'Open d'Australie en 1972, aux côtés de Karen Krantzcke (défaite contre la paire Helen Gourlay-Kerry Harris).
Elle a également remporté la Coupe de la Fédération en 1973 avec Evonne Goolagong et Janet Young.

## Palmarès

### Titre en simple dames
Aucun

### Finale en simple dames
| No | Date       | Nom et lieu du tournoi                        | Catégorie | Surface      | Vainqueure       | Score         |          |
| -- | ---------- | --------------------------------------------- | --------- | ------------ | ---------------- | ------------- | -------- |
| 1  | 21/11/1972 | Australian Hardcourt Championships, Melbourne |           | Terre (ext.) | Evonne Goolagong | 6-7, 6-2, 6-2 | Parcours |

### Titre en double dames
| No | Date       | Nom et lieu du tournoi                        | Catégorie | Surface      | Partenaire     | Finalistes                   | Score    |          |
| -- | ---------- | --------------------------------------------- | --------- | ------------ | -------------- | ---------------------------- | -------- | -------- |
| 1  | 07/05/1973 | Rothmans British HC Championships Bournemouth |           | Terre (ext.) | Wendy Turnbull | Evonne Goolagong Janet Young | 7-5, 7-5 | Parcours |

### Finales en double dames
| No | Date       | Nom et lieu du tournoi                       | Catégorie | Surface      | Vainqueures                        | Partenaire      | Score         |          |
| -- | ---------- | -------------------------------------------- | --------- | ------------ | ---------------------------------- | --------------- | ------------- | -------- |
| 1  | 27/12/1971 | Australian Open Melbourne                    | G. Chelem | Gazon (ext.) | Helen Gourlay Kerry Harris         | Karen Krantzcke | 6-0, 6-4      | Parcours |
| 2  | 29/05/1972 | Rothmans Surrey GC Championships Surbiton    |           | Gazon (ext.) | Lesley Charles Jackie Fayter-Hough | Wendy Turnbull  | 6-4, 7-7      | Parcours |
| 3  | 21/11/1972 | Australian Hardcourt Championships Melbourne |           | Terre (ext.) | Evonne Goolagong Janet Young       | Sally Irvine    | 2-6, 6-4, 6-3 | Parcours |
| 4  | 09/01/1973 | Benson & Hedges NZ Open Auckland             |           | Gazon (ext.) | Evonne Goolagong Janet Young       | Marilyn Tesch   | 6-1, 6-3      | Parcours |

## Parcours en Grand Chelem

### En simple dames
| Année | Open d'Australie | Open d'Australie | Internationaux de France | Internationaux de France | Wimbledon      | Wimbledon      | US Open | US Open |
| ----- | ---------------- | ---------------- | ------------------------ | ------------------------ | -------------- | -------------- | ------- | ------- |
| 1971  | 2e tour (1/8)    | Margaret Smith   | -                        | -                        | -              | -              | -       | -       |
| 1972  | 1/4 de finale    | Virginia Wade    | 2e tour (1/32)           | Mona Schallau            | 2e tour (1/32) | Ingrid Löfdahl | -       | -       |
| 1973  | 2e tour (1/16)   | Dianne Fromholtz | 2e tour (1/16)           | Margaret Smith           | 2e tour (1/32) | Olga Morozova  | -       | -       |
| 1974  | 3e tour (1/8)    | Julie Heldman    | -                        | -                        | -              | -              | -       | -       |

À droite du résultat, l’ultime adversaire.

### En double dames
| Année | Open d'Australie (janvier) | Open d'Australie (janvier) | Internationaux de France    | Internationaux de France   | Wimbledon                   | Wimbledon                   | US Open | US Open | Open d'Australie (décembre) | Open d'Australie (décembre) |
| ----- | -------------------------- | -------------------------- | --------------------------- | -------------------------- | --------------------------- | --------------------------- | ------- | ------- | --------------------------- | --------------------------- |
| 1971  | 1/2 finale Winnie Shaw     | Joy Emerson Lesley Hunt    | -                           | -                          | -                           | -                           | -       | -       | n/a                         | n/a                         |
| 1972  | Finale K. Krantzcke        | Helen Gourlay Kerry Harris | -                           | -                          | 2e tour (1/16) W. Turnbull  | Sally Hudson Susan Minford  | -       | -       | n/a                         | n/a                         |
| 1973  | 1/4 de finale W. Turnbull  | Kerry Harris K. Melville   | 1er tour (1/16) W. Turnbull | Rosie Darmon M. Simionescu | 1er tour (1/32) W. Turnbull | Olga Morozova Virginia Wade | -       | -       | n/a                         | n/a                         |
| 1974  | 2e tour (1/8) W. Turnbull  | J. Schwikert Joy Schwikert | -                           | -                          | -                           | -                           | -       | -       | n/a                         | n/a                         |
| 1978  | n/a                        | n/a                        | -                           | -                          | -                           | -                           | -       | -       | 1er tour (1/8) Judy Connor  | Chris O'Neil Uschi Ulrich   |

Sous le résultat, la partenaire ; à droite, l’ultime équipe adverse.

### En double mixte
| Année | Open d'Australie | Open d'Australie | Internationaux de France | Internationaux de France | Wimbledon                   | Wimbledon                  | US Open | US Open |
| ----- | ---------------- | ---------------- | ------------------------ | ------------------------ | --------------------------- | -------------------------- | ------- | ------- |
| 1973  | n/a              | n/a              | -                        | -                        | 2e tour (1/32) Greg Perkins | Sharon Walsh Mike Machette | -       | -       |
| 1974  | n/a              | n/a              | -                        | -                        | 2e tour (1/32) Greg Perkins | Tine Zwaan Rolf Thung      | -       | -       |

Sous le résultat, le partenaire ; à droite, l’ultime équipe adverse.

## Parcours en Coupe de la Fédération
| #                                                                             | Date       | Lieu        | Surface      | Gagnante(s)      | Perdante(s)      | Score     |          |
|                                                                               |            |             |              |                  |                  |           |          |
| 1973 - 2e tour (groupe mondial) - Australie - Japon - 2 : 0                   |            |             |              |                  |                  |           |          |
| 1                                                                             | 02/05/1973 | Bad Homburg | Terre (ext.) | Patricia Coleman | Hideko Goto      | 6-0, 6-1  | Parcours |
|                                                                               |            |             |              |                  |                  |           |          |
| 1973 - 1/4 de finale (groupe mondial) - Australie - Indonésie - 3 : 0         |            |             |              |                  |                  |           |          |
| 2                                                                             | 04/05/1973 | Bad Homburg | Terre (ext.) | Patricia Coleman | Lita Sugiarto    | 6-4, 6-2  | Parcours |
|                                                                               |            |             |              |                  |                  |           |          |
| 1973 - 1/2 finale (groupe mondial) - Allemagne de l'Ouest - Australie - 0 : 3 |            |             |              |                  |                  |           |          |
| 3                                                                             | 05/05/1973 | Bad Homburg | Terre (ext.) | Patricia Coleman | Katja Ebbinghaus | 6-3, 6-2  | Parcours |
|                                                                               |            |             |              |                  |                  |           |          |
| 1973 - Finale (groupe mondial) - Australie - Afrique du Sud - 3 : 0           |            |             |              |                  |                  |           |          |
| 4                                                                             | 30/04/1973 | Bad Homburg | Terre (ext.) | Patricia Coleman | Brenda Kirk      | 10-8, 6-0 | Parcours |